# Gimbsheim
Gimbsheim là một đô thị thuộc huyện Alzey-Worms, bang Rheinland-Pfalz, nước Đức. Đô thị Gimbsheim có diện tích 17,62 km².